# Cantonul Amiens-6 (Sud)
Cantonul Amiens 6e (Sud) este un canton din arondismentul Amiens, departamentul Somme, regiunea Picardia, Franța.

## Comune
| Comune | Populație (1999) | Cod poștal | Cod INSEE |
| ------ | ---------------- | ---------- | --------- |
| Amiens | 135 501 (1)      | 80000      | 80021     |